# Blížejov
Blížejov är en ort i Tjeckien.   Den ligger i regionen Plzeň, i den västra delen av landet, 120 km sydväst om huvudstaden Prag. Blížejov ligger 384 meter över havet och antalet invånare är 1 029.
Terrängen runt Blížejov är huvudsakligen platt, men åt sydost är den kuperad. Blížejov ligger nere i en dal. Runt Blížejov är det ganska glesbefolkat, med 21 invånare per kvadratkilometer. Närmaste större samhälle är Horšovský Týn, 4,6 km nordväst om Blížejov. Omgivningarna runt Blížejov är en mosaik av jordbruksmark och naturlig växtlighet.